# البویضه
البویضه (به عربی: البویضة) یک منطقهٔ مسکونی در سوریه است که در استان ریف دمشق واقع شده‌است. البویضه ۸٬۸۳۲ نفر جمعیت دارد.